# Truls Engen Korsæth
Truls Engen Korsæth (16 settembre 1993) è un ex ciclista su strada norvegese, professionista dal 2017 al 2018. Abbandonò l'attività ciclistica nel settembre 2018, dopo due stagioni con l'Astana Pro Team, per dedicarsi agli studi.

## Palmarès
- 2012 (Juniores)

Campionati norvegesi, Prova a cronometro Juniores
- 2013 (Joker)

Campionati norvegesi, Prova a cronometro Under-23
- 2014 (Joker)

Duo Normand (con Reidar Borgersen)
- 2015 (Joker)

Campionati norvegesi, Prova a cronometro Under-23
Chrono des Nations - Les Herbiers Vendée
- 2016 (Joker)

1ª tappa Tour de Gironde (Bordeaux > Lacanau)

### Altri successi
- 2013 (Joker)

3ª tappa Circuit des Ardennes (Charleville-Mézières, cronosquadre)

## Piazzamenti

### Classiche monumento
- Milano-Sanremo

2017: 160º
2018: 139º
- Giro delle Fiandre

2018: ritirato
- Parigi-Roubaix

2017: 92º
2018: 33º

### Competizioni mondiali
- Campionati del mondo

Doha 2016 - In linea: 16º
Bergen 2017 - Cronometro Elite: 11º
Bergen 2017 - In linea: ritirato
- UCI World Tour

UCI World Tour 2017: 343º